# Triumvirat
Triumvirat (latin: triumvirātus) var under den Romerske Republik en kommission eller ét forbund bestående af tre mænd. På latin blev disse tre mænd benævnt triumviri (sg. triumvir) eller – typisk når tremandskollegierne havde mere officiel karakter – tresviri. Disse tremandskollegier kunne blive udpeget eller nedsat til at løse specifikke opgaver, såsom at udøve retfærdighed, præge mønter, støtte religiøse opgaver eller grundlægge kolonier.
Når historikere refererer til romerske triumvirater, refererer de oftest til to specifikke politiske alliancer under krisen i den Romerske Republik. Det uformelle Første Triumvirat bestående af Julius Cæsar, Pompejus den Store og Marcus Licinius Crassus, som var en løs politisk alliance arrangeret i 60 eller 59 f.Kr., der varede indtil Crassus død i forbindelse med Slaget ved Carrhae i 53 f.Kr. Denne alliance havde ingen officiel kapacitet eller funktion som faktiske triumviri, og udtrykket bruges derfor som et øgenavn.
Det Andet Triumvirat eller tresviri reipublicae constituendae bestående af Octavian (senere Augustus), Marcus Antonius og Marcus Aemilius Lepidus blev dannet i 43 f.Kr. ved vedtagelsen af lex Titia. Det blev dannet for en femårig periode og fornyet for yderligere fem år. Dette triumvirat varede officielt indtil den sidste dag af 33. f.Kr. eller muligvis ind i 27 f.Kr.
Termen triumvirat – eller triarki – er også blev brugt til at beskrive andre (udenfor antikkens Rom) politisk institutioner styret eller domineret af tre individer. Disse politiske ordning kan både være formel eller uformel. Selvom de tre ledere i et triumvirat i teorien er ligestillede, kan den faktiske magtfordeling variere. Ligeledes kan udtrykket bruges til at beskrive en stat, hvor tre forskellige militære ledere alle hævder at være statens eneste leder.
Uformelt kan udtrykket "triumvirat" bruges om enhver sammenslutning af tre.
Betegnelsen trojka (russisk for "gruppe af tre") anvendes til tider om et "triumvirat," særligt når der refereres til sovjetiske forhold.

## Antikkens Rom

### Triumviri capitales
Triumviri capitales overså fængsler og henrettelser. Andrew Lintott bemærker, at de var "en blanding af politiinspektører og fredsdommere". Capitales blev først etableret omkring 290 til 287 f.Kr. De var under tilsyn af praetor urbanus. Disse triumviri, eller tresviri nocturni (sådan benævnt fordi de var på gaderne om natten), kan også have haft et vist ansvar for brandbekæmpelse.
De gik vagt om natten for at opretholde ro og orden, og blandt andet hjalp de ædilerne med at brænde forbudte bøger. Det er muligt, at de – af praetoren – blev betroet med afgørelsen af visse civile retssager af halv-kriminel karakter, hvor private borgere fungerede som anklagere. De skulle også indsamle sacramenta (depositummer, der blev tabt af den tabende part i en retssag) og undersøgte anmodningen om fritagelse fra dem, der nægtede at fungere som nævninge. Deres antal blev forøget til fire, men Augustus ændrede det tilbage til tre. Under den perioden for det Romerske Kejserrige overgik de fleste af deres funktioner til Vigiles (Natvægterne).

### Triumviri monetalis
Triumviri monetalis ("mønt-triumvirerne") overså udstedelsen af romerske mønter. Deres antal blev forøget af Julius Cæsar til fire, men igen reduceret af Augustus. Da de handlede på vegne af Senatet, prægede de kun kobbermønter under perioden for det Romerske Kejserrige; hvorimod guld- og sølvmøntprægningen var under kejserens eksklusive kontrol.

### Tresviri epulones
Tresviri epulones – et præsteskab – assisterede ved offentlige banketter. Deres antal blev efterfølgende forøget til syv, og af Cæsar til ti, selvom de fortsat blev kaldt septemviri, et navn der stadig var i brug ved slutningen af det 4. århundrede. De blev første gang nedsat i 196 f.Kr. for at føre tilsyn med Epulum Jovis-festen på Capitolhøjen, men deres tjenester blev også rekvireret i forbindelse med triumftog, kejserlige fødselsdage, tempelindvielser, lege afholdt af private personer, og når der blev sørget for underholdning for folket, mens Senatet spiste på Capitol. Deres antal blev senere forøget til syv (septemviri epulones).

### Første Triumvirat (59–53 f.Kr.)
Det Første Triumvirat en uformel politisk alliance mellem tre fremtrædende politikere i den sene Romerske Republik: Gnæus Pompejus Magnus, Marcus Licinius Crassus og Gajus Julius Cæsar. Alliancen opstod på grund af deres manglende evne til at få gennemført centrale dele af deres politiske programmer i den fastlåste situation, som den romerske politik befandt sig i årene før 60 f.Kr. Alle tre ønskede at opnå noget, men blev hindret af deres rivaler i Senatet (særligt Cato) og forsamlingerne.
Alliancen var oprindelig hemmelig, men kom til syne under Cæsars konsul-periode i 59 f.Kr., hvor de tre var i stand til at gennemtvinge lovgivning igennem. Alliancens succes udløste imidlertid en betydelig politisk modreaktion i Rom. I 55 f.Kr. var alliancen gået i opløsning. Som følge af gensidige interesser blev alliancen dog fornyet, hvor de ved hjælp af magt og med politisk forstyrrelser – hjulpet af deres allierede – forsinkede valgene til konsul i 55 f.Kr. De fik efterfølgende valgt Pompejus og Crassus som konsuler igen.
Alliancens fornyet magt afstedkom endnu en politisk modreaktion i Rom. Samtidig døde Pompejus' kone – og Cæsars datter – Julia i barselsseng i 54 f.Kr. Julia var i 59 f.Kr. blev gift væk til Pompejus for at styrke den politiske alliance. Året efter, i 53 f.Kr., døde Crassus under hans mislykkede invasion af Partherne. Pompejus begyndte at danne nye alliancer for at modgå Cæsars stigende indflydelse. Disse nye alliancer ledte ham langsomt ind i en konfrontationspolitik med Cæsar, der i sidste ende ledte til, at Cæsar krydsede Rubicon-floden og indledte et åbent oprør i januar 49 f.Kr.

### Andet Triumvirat (43–33 f.Kr.)
Det Andet Triumvirat blev etableret ved slutningen af den Romerske Republik og bestod af Octavian (senere Augustus), Antonius og Lepidus. Det blev formelt dannet ved lov den 27. november 43 f.Kr. med en varighed på fem år. Det blev fornyet i 37 f.Kr. for yderligere fem år, før det udløb i 32 f.Kr. I henhold til lex Titia fik triumviri vidtrækkende beføjelser til at vedtage eller ophæve lovgivning, udstede retslige straffe uden rettergang (eller appelret) og udnævne alle andre magistrater.
Triumviratet blev dannet i kølvandet på en konflikt mellem Antonius og Senatet. Det opstod som en kraft til at genoprette cæsariansk kontrol over de vestlige provinser og føre krig mod liberatores (befrierne), ledet af de mænd, der havde myrdet Julius Cæsar. Efter proskriptioner (fredløshedserklæringer), udrensning af senator- og equites-standen og en brutal borgerkrig blev liberatores besejret i forbindelse med Slaget ved Filippi. Efter Filippi opdelte det Andet Triumvirat den romerske verden i tre: Octavian fik tildelt administrationen af vesten (Hispania, Gallien og Italien), Antonius fik tildelt østen (Lilleasien, Grækenland og Egypten) og Lepidus fik tildelt Africa. Den sidste tilbageværende opposition mod triumviri kom fra Sextus Pompejus, en søn af Pompejus den Store, som kontrollerede Sicilien, Korsika og Sardinien.
Octavian og Antonius blev presset til samarbejde – delvist af deres soldater – og triumviri fik deres juridiske aftale fornyet for yderligere fem år i 37 f.Kr. Afslutningvis – efter Antonius' nederlag i Partherriget og Octavians sejr over Sextus Pompejus – tvang Octavian Lepidus ud af triumviratet i 36 f.Kr. Forholdet mellem de to tilbageværende triumvirer brød sammen i slutningen af 30'erne f.Kr. De udkæmpede efterfølgende en endelig krig, hvor Octavian sejrede ved Søslaget ved Actium i 31. f.Kr., hvorefter Antonius d. 1. august 30. f.Kr. begik selvmord i forbindelse med Slaget ved Alexandria.

### Andretriumviri
Der blev også nedsat tremandskommissioner til formål som at etablere kolonier (triumviri coloniae deducendae) eller fordele land. Triumviri mensarii fungerede som offentlige bankfolk – det fulde omfang af deres finansielle funktioner i 216 f.Kr., da kommissionen inkluderede to mænd af konsulær rang, har været genstand for debat.

## Moderne triumvirater

### Frankrig
Før Napoleon og under Rædselsherredømmet fra 1793 til 1794 blev Maximilien Robespierre, Louis Antoine de Saint-Just og Georges Couthon, som medlemmer af den regerende Komité for Offentlig Velfærd (Comité de salut public), af deres politiske modstandere anklaget for at have dannet et uofficielt triumvirat. De påpegede det Første Triumvirat bestående af Cæsar, Pompejus og Crassus, som ledte til afslutningen på den Romerske Republik. Selvom alle medlemmer af komitéen officielt delte lige magt, ledte de tre mænds venskab og tætte ideologiske overbevisninger til, at deres kritikere udråbte dem som triumvirer, hvilket blev brugt imod dem under statskuppet den 9. Thermidor (27. juli 1794).
I slutningen af 1700-tallet, da de franske revolutionære tog navne fra adskillige romerske magistrater til deres nyligt oprettede institutioner, blev det trehovedede kollektive statsoverhoved kaldt Konsulatet (1799-1804). Under antikkens Rom havde udtrykket (romersk konsul) været brugt om ét to-hovedede embeder siden Antikken. Konsulatet inkluderede endvidere embedet som Førstekonsul, som ikke var ligestillet, men de facto enevældige stats- og regeringshoved.

### Det Osmanniske Rige
De Tre Pashaer, også kendt som det Ottomanske Triumvirat, regerede reelt det Osmanniske Rige under 1. verdenskrig: storvesiren (premierministeren) og indenrigsministeren Mehmed Talaat Pasha (1874-1921), krigsministeren Ismail Enver Pasha (1881-1922), og marineministeren Ahmed Djemal Pasha (1872-1922).

### Sovjetunionen
I relation til Sovjetunionen bruges udtrykket trojka (russisk for "gruppe på tre") som synonym for "triumvirat".
- Maj 1922 – april 1925: Da Vladimir Lenin fik sit første slagtilfælde i maj 1922, blev en trojka etableret for at lede landet i hans sted, selvom Lenin kortvarigt vendte tilbage til ledelsen fra 2. oktober 1922 indtil et alvorligt slagtilfælde den 9. marts 1923 afsluttede hans politiske karriere. Trojkaen bestod af Josef Stalin, Lev Kamenev og Grigorij Sinovjev. Trojkaen gik i opløsning i april 1925, efter Kamenev og Sinovjev befandt sig i mindretal i deres tro på, at socialisme kun kunne opnås internationalt. Sinovjev og Kamenev gik sammen med Lev Trotskijs Venstreopposition i begyndelsen af 1926.[20] Senere blev Kamenev, Sinovjev og Trotskij alle myrdet på Stalins ordre.
- 13. marts – 26. juni 1953: Efter Josef Stalins død i marts 1953 blev magten delt mellem Georgij Malenkov, Lavrentij Berija og Vjatsjeslav Molotov.
- 14. oktober 1964 – 16. juni 1977: Efter fjernelsen af Nikita Khrusjtjov i oktober 1964 gennemgik Sovjetunionen en periode med kollektiv ledelse. Magten blev i første omgang delt mellem generalsekretæren (indtil 1966 førstesekretær) Leonid Bresjnev, premierminister Aleksej Kosygin og formanden for Præsidiet for Sovjetunionens Øverste Sovjet (nominelt de jure statsoverhoved) Anastas Mikojan. Mikojan blev udskiftet med Nikolaj Podgornyj i 1965.